# Saas-Almagell
Saas-Almagell (bis 31. Dezember 2006: Saas Almagell) ist eine Munizipalgemeinde und eine Burgergemeinde im Bezirk Visp sowie eine Pfarrgemeinde des Dekanats Visp im Schweizer Kanton Wallis.

## Geographie
Saas-Almagell liegt im Saastal, umrahmt von vielen Viertausendern der Walliser Alpen. Saas-Almagell ist das hinterste und mit 379 Einwohnern (31. Dezember 2023) das kleinste der vier Saastaldörfer (Saas-Fee, Saas-Grund und Saas-Balen). Das Dorf befindet sich auf 1670 m ü. M.
Almagell ist aufgeteilt in die Weiler Lehn, Chaischlittu, Unterkreuz, Zum Berg, Dorfplatz, Furrusand und die Siedlungen Zerbriggu, Biele, Älpie, Moos, Furggstalden und das abgerissene Zermeiggern. Die Alpen Furggu, Eyen, Distel und Mattmark werden im Sommer noch mit Vieh bestossen.
Der dominierende Berg über Saas Almagell ist das etwa drei Kilometer südöstlich des Dorfes liegende Almagellerhorn.

## Politik
Die Exekutive wird durch den Gemeinderat repräsentiert, welcher aus 5 Mitgliedern besteht.

## Name
Die Herkunft des Namens Almagell ist umstritten. In zahlreichen Urkunden aus den Jahren von 1291 bis 1794 findet man folgende Schreibweisen: Armenzello, Almenkel, Almelkel, Almgell, Almakel, Almengel, Allmagel, Allmogel.

## Geschichte
Ligurer, Kelten, Römer, Alemannen bewohnten einst das Saastal. Die These, auf Ortsnamen gestützt, dass Sarazenen das Tal besiedelt haben sollen, ist kaum haltbar.

## Bevölkerung
| Bevölkerungsentwicklung | Bevölkerungsentwicklung | Bevölkerungsentwicklung | Bevölkerungsentwicklung | Bevölkerungsentwicklung | Bevölkerungsentwicklung | Bevölkerungsentwicklung | Bevölkerungsentwicklung | Bevölkerungsentwicklung | Bevölkerungsentwicklung | Bevölkerungsentwicklung |
| ----------------------- | ----------------------- | ----------------------- | ----------------------- | ----------------------- | ----------------------- | ----------------------- | ----------------------- | ----------------------- | ----------------------- | ----------------------- |
| Jahr                    | 1850                    | 1900                    | 1950                    | 2000                    | 2010                    | 2012                    | 2014                    | 2016                    | 2018                    | 2020                    |
| Einwohner               | 147                     | 190                     | 335                     | 397                     | 389                     | 383                     | 390                     | 386                     | 370                     | 364                     |

## Gemeindepräsidenten
Seit den Gemeinderatswahlen von 1956:
| Amtszeit  | Name               | Partei |
| --------- | ------------------ | ------ |
| 1957–1969 | Walter Andenmatten | KVP    |
| 1969–1971 | Mario Anthamatten  | CSP    |
| 1972–1988 | Emil Andenmatten   | CVP    |
| 1989–2004 | Erich Andenmatten  | CSP    |
| 2005–2011 | Emil Anthamatten   | CVP    |
| 2012–2016 | Martin Anthamatten | CVP    |
| 2017–2020 | Kurt Anthamatten   | CVP    |
| 2021–     | Alwin Zurbriggen   | CVP    |

## Kultur und Religion
Die Lebensbedingungen in der rauen Natur waren zu jeder Zeit schwierig. Tiefe Gläubigkeit half den Leuten damit umzugehen. Bis heute haben sich viele Bräuche und Traditionen durch die jahrtausendlange Abgeschiedenheit erhalten. Die Fronleichnamsprozessionen (Donnerstag nach dem Dreifaltigkeitssonntag) in den Dörfern des Saastals zählen zu den schönsten dieser Art in den Walliser Tälern. Anschliessend an das Hochamt in der Pfarrkirche nimmt die Prozession vor der Kirche ihren Anfang, zieht dann rund ums Dorf zu den Weilern, zurück zum Kirchplatz und endet mit einem Friedhofsbesuch.
Der Zug der Prozession besteht aus dem «Himmel», der von vier Ratsherren getragen wird, unter dem der Priester die Monstranz mit dem Allerheiligsten in den Händen hält, den Kommunikanten in ihren weissen Röcken, den Kränzelmädchen, den Fahnenträgern, den Musikvereinen, dem Chor, den Trachtenfrauen, den Rosenkranzfahnen, den Jugendvereinen, den Herrgottsgrenadieren und dem betenden Volk. Viermal hält die Prozession an den geschmückten Fronleichnamsaltären an, wo der Priester mit der goldstrahlenden Monstranz den Segen erteilt. Die Tradition führt bis ins Mittelalter zurück. Im Anschluss gibt es einen Apéro auf dem Dorfplatz für Gäste und Einheimische, umrahmt von verschiedenen musikalischen Darbietungen.

## Wirtschaft

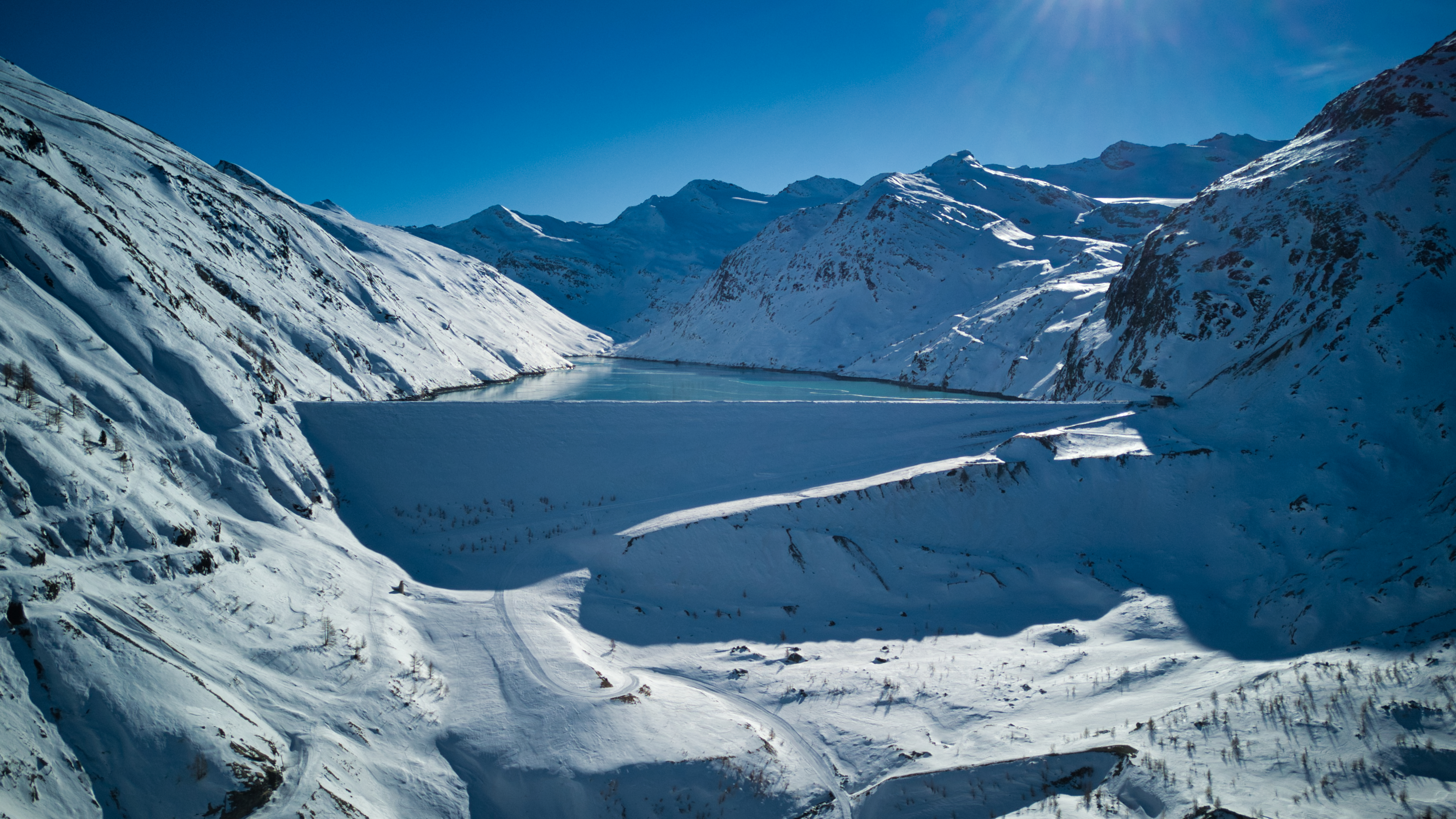
Mattmarksee (Januar 2020)

Wichtigster Wirtschaftszweig im gesamten Saastal ist der Tourismus, in Saas-Almagell spielt allerdings auch die Elektrizitätswirtschaft eine Rolle. Zuhinterst im Saastal befindet sich der Erdschüttdamm Mattmark – der höchstgelegene Erdstaudamm Europas – der den Mattmarksee aufstaut.
Im Gegensatz zum benachbarten Mattertal im Westen gibt es im Saastal keine Eisenbahn, die Erschliessung erfolgt durch PostAuto Schweiz.

## Tourismus
Aufgrund seiner günstigen Lage ist der Fremdenverkehr seit Mitte des 20. Jahrhunderts der bedeutendste Wirtschaftsfaktor. Folglich gibt es eine touristisch ausgeprägte Infrastruktur mit zahlreichen Hotels und Restaurants verschiedener Preisklassen sowie Freizeit- und Sportanlagen. Im Sommer wird Saas-Almagell hauptsächlich von Wanderern und Bergsteigern besucht. Eine der schönsten Wanderungen ist der Höhenweg Almagelleralp von Kreuzboden über die Almagelleralp und zum Abschluss über den Erlebnisweg nach Furggstalden. Anschliessend kann mit der Sesselbahn zu Tale gefahren werden. Dem Sommergast stehen 300 km Wanderwege, Tennis, Minigolf, Fussball, Spielplätze und viel Natur pur zur Verfügung.
Geschichtsträchtige Walser- und Schmugglerwege führen über die Pässe Monte Moro und Mondelli nach Macugnaga und ins Valle Anzasca. Vom Monte Moro aus öffnet sich der Blick in die Monte-Rosa-Ostwand. Über den Ofentalpass, den Antrona- und den Sunnigpass gelangt man ins Valle d'Antrona mit den Orten Antrona Schieranco und  Viganella und über den Zwischbergenpass nach Gondo.
Im Winter überwiegt der Wintertourismus. Die Beförderungsanlagen führen bis Heidbodme (2400 m). Schneetubing, Schlittelwege, Langlaufloipen, Schneeschuhrouten, Eisbahn und Eisstockschiessen gehören zu den Angeboten.
Auf Gemeindeboden liegen die beiden Schweizer Alpen-Club Hütten Britannia (3030 m) und Almagellerhütte (2894 m). Von der Britannia kann man das Allalinhorn, Rimpfischhorn und Strahlhorn besteigen. Diese Berge sind teilweise leicht zu besteigen und zählen auf den Normalrouten zu den einfacheren Viertausendern. Für die anspruchsvolleren Routen wird die Begleitung von ortskundigen Bergführern empfohlen. Die Almagellerhütte liegt am Weg zum Zwischbergenpass, welcher durch das Zwischbergental nach Gondo am Simplonpass führt.
Durch das Almagellertal hinauf gelangt man ins Kletter-Eldorado bei der Almagellerhütte. Von der SAC-Hütte aus lassen sich die Klassiker Dri Hörnli, Portjengrat und Lagograt bezwingen. Daneben finden sich in der Ostwand des Dri Hörnli viele Sportkletterrouten. Eine kombinierte Tour führt über den Südgrat zum Weissmies.

## Persönlichkeiten
- Werner Zurbriggen (1931–1980), Kunstmaler
- Pirmin Zurbriggen (* 1963), Weltmeister und Olympiasieger im alpinen Skisport
- Heidi Zurbriggen (* 1967), Weltcupfahrerin und doppelte Vizeweltmeisterin im alpinen Skisport
- Silvan Zurbriggen (* 1981), Weltcupfahrer und Vizeweltmeister im Slalom
- Gilles Senn (* 1996), Eishockeytorhüter

## Familien
In der Gemeinde Saas-Almagell findet man mehrheitlich 3 grosse Familiengeschlechter: Anthamatten, Andenmatten und Zurbriggen.